# 韦斯顿 (佛罗里达州)
韦斯顿（英語：Weston），是美国佛罗里达州布勞沃德縣下属的一座城市。建立于1996年。面积约为68.1平方公里（约合26.3平方英里）。根据2010年美国人口普查，该市有人口65,333人。论人口在本州排行第34。